# Kellicottia bostoniensis
Kellicottia bostoniensis är en hjuldjursart som först beskrevs av Rousselet 1908.  Kellicottia bostoniensis ingår i släktet Kellicottia och familjen Brachionidae. Arten är reproducerande i Sverige. Inga underarter finns listade i Catalogue of Life.